# Adam Dickinson
Adam Dickinson (1 de noviembre de 1986 en Liverpool) es un futbolista inglés naturalizado neozelandés. Juega como delantero en el Forrest Hill Milford.

## Carrera
Comenzó su carrera profesional en el Tranmere Rovers en 2005. Solo jugó una temporada en el club de su país natal, pasando en 2006 al Connah's Quay de Gales. En 2009 Dickinson abandonó el Reino Unido, trasladándose a Nueva Zelanda para jugar en el Auckland City FC del New Zealand Football Championship. En 2010 jugó solo dos meses para el Navua FC fiyiano. Con el Auckland City, conquistó dos temporadas de la liga local (2008/09 y 2013/14) y cinco veces la Liga de Campeones de la OFC (2009, 2011, 2012, 2013 y 2014). En 2014 pasó al clásico del Auckland City, el Waitakere United. Sin embargo, dado los malos resultados que cosecharon los Westies en la primera rueda de la ASB Premiership 2014/15, Dickinson firmó con el Canterbury United. En 2016 se integró al Amicale de Vanuatu para disputar la Liga de Campeones de la OFC. Una vez terminada la competición regresó a Nueva Zelanda para firmar con el Forrest Hill Milford.

### Clubes
| Club                 | País          | Año             |
| -------------------- | ------------- | --------------- |
| Tranmere Rovers      | Inglaterra    | 2005 - 2006     |
| Connah's Quay Nomads | Gales         | 2006 - 2008     |
| Auckland City        | Nueva Zelanda | 2009 - 2010     |
| Navua                | Fiyi          | 2010            |
| Auckland City        | Nueva Zelanda | 2010 - 2014     |
| Waitakere United     | Nueva Zelanda | 2014            |
| Canterbury United    | Nueva Zelanda | 2015            |
| Amicale              | Vanuatu       | 2016            |
| Forrest Hill Milford | Nueva Zelanda | 2016 - Presente |